# 塞瓦斯托波爾圍城戰 (1941年—1942年)
塞瓦斯托波爾戰役（俄语：Оборо́на Севасто́поля и би́тва за Крым）是第二次世界大戰中納粹德國與蘇聯在黑海塞瓦斯托波爾的蘇聯主要海軍基地上發生的戰役，戰事由1941年10月30日至1942年7月4日结束，戰役中德軍使用了大量重型迫擊砲（200公釐—800公釐系列）協助攻城。这场战役亦使埃里希·冯·曼施坦因获得了他的元帅权杖。

## 軍事力量

### 德軍
由埃里希·馮·曼施坦因指揮的德國第11軍團負責進攻塞瓦斯托波爾，在1942年6月最後進攻時該軍團兩個軍共有9個德國步兵師（包括在戰役中前來增援的兩個步兵師）及兩個羅馬尼亞步兵軍，另外還有其他支援力量，包括150輛坦克、數百架飛機及集中最多的火炮。
- 德國第11軍團
  - 第306軍團炮兵指揮部[1]
    - 第672炮兵营——古斯塔夫超重型鐵道炮
    - 第833重迫击炮营——2门卡爾臼炮
    - 第688铁路炮兵连——3门28cm lg.Br.K
    - 第458重炮兵连——1门42cm Haubitze(t)榴彈砲
    - 第459重炮兵连——1门42cm 伽马臼炮（Gamma-Gerät）
    - 第741、第742和第743炮兵营——每个营配备4门28cm Hb榴彈砲
    - 第744重炮兵营——2门28cm Küst.Hb.火炮
    - 第624重炮兵营——6门30.5cm 榴彈砲和9門21cm 榴彈砲
    - 第641重炮兵营——4门30.5cm Mrs.榴彈砲和1门35.5cm Haubitze M1榴彈砲
    - 第815重炮兵营——6门30.5cm 榴彈砲

  - 德國第54軍
    - 第22裝甲師
    - 第24步兵師
    - 第20步兵師
    - 第132步兵師

  - 德國第30軍—由馬克西米安·弗雷特·皮科（英语：Hans von Salmuth）將軍指揮
    - 第28輕步兵師
    - 第72步兵師
    - 第170步兵師

  - 羅馬尼亞山地軍
    - 第1山地師
    - 第4山地師
    - 第18步兵師

  - 義大利海軍武裝魚雷艇隊第四隊(Quarta Flottiglia MAS)

### 蘇軍
負責防守塞凡堡的蘇軍主要是由艾雲·拉赫曼尼諾夫指揮的黑海艦隊及獨立濱海軍團（從被包圍的奧德薩運到），市內守軍包括1個團、3個旅及19個連的海軍士兵（共23,000人、150門戰防炮／海岸炮和及82架飛機），由菲力普·彼得羅夫指揮並運來大量武器作為增援。
| - 獨立濱海軍團 - 岸防砲台 - 3個砲台 - 12個營 - 第一守備區 - 第109步槍師 - 第388步槍師 - 第二守備區 - 第386步槍師 - 第7海軍步兵旅 - 第三守備區 - 第25步槍師 - 第345步槍師 - 第8海軍步兵旅 - 第79海軍步兵旅 - 第四守備區 - 第95步槍師 - 第172步槍師 | - 蘇聯空軍及海軍航空隊 - 第3特別航空群 - 第6近衛海軍戰鬥機航空團 - 第9海軍戰鬥機航空團 - 第247戰鬥機航空團 - 第18對地攻擊航空團 - 第23航空團 - 第32近衛戰鬥機航空團 - 第116海上偵察航空團 | - 蘇聯黑海艦隊 - Parizhskaya Kommuna號戰艦 - 兩艘重巡洋艦 - 一艘輕巡洋艦 - 兩艘區艦隊領艦 - 六艘驅逐艦 - 九艘掃雷艦 - 一艘警備船 - 24艘潛艇 |

## 攻佔克里米亞半島

### 攻佔皮里柯普地峽
德國第11軍團在埃里希·馮·曼施坦因的指揮下攻佔克里米亞半島以保護在入侵蘇聯的南方集團軍左翼，希特勒更希望利用克赤半島登陸高加索。
曼施坦因相信此戰役是一場硬仗，因此他需要調動更多部隊到克里米亞，第11軍團包括德軍3個軍：第30軍，由第22步兵師、第72步兵師及武裝親衛隊第1阿道夫·希特勒警衛旗隊摩托化步兵師組成；德國第49山地軍，由第170步兵師、第1山地師及第4山地師組成；和德國第54軍，第46步兵師、第73步兵師及第50步兵師組成，另外曼施坦因亦指揮羅馬尼亞山地軍。
雖然在克里米亞的蘇軍總數有235,600人，但只有大約50,000人守衛皮里柯普地峽（連接克里米亞半島與蘇聯本土），這是蘇聯方面的問題，但亦有好處，可以避免德軍攻佔時有大量蘇軍被俘，守軍數量後來被史達林進一步減少，他堅持蘇軍在地峽發動反攻，但反攻失敗，令蘇軍損失慘重，防禦工事瓦解。
克里米亞戰役在1941年9月24日德军第11集团军向彼列柯普地峽的进攻拉開序幕，在之後5天激烈的戰事中，蘇軍在10公里縱深的防禦區域上表現非常頑強，除需要佔領初期目標外，曼施坦因的部隊更要應付緊急新發生的狀況，阿道夫·希特勒警衛旗隊及第49山地軍被轉而配屬第1裝甲集團，大部份羅馬尼亞軍也被調走，不过同时他也得到了第42軍的增援（下轄第132及第24步兵師）。
第二階段克里米亞半島的戰爭在1941年10月18日開始，戰事共持續10天，非常激烈，6個剩下的德軍師向蘇軍8個狙擊師及4個騎兵師進攻，這些蘇軍大部份於10月16日從奧德薩（被羅馬尼亞佔領）運來，但是蘇軍師團編制兵力只有德軍的一半，而大部份師團已在之前在奧德薩的戰鬥中被削弱，由於地形關係，曼施坦因的部隊需要面對3個狹窄的地狹，而蘇軍已分別在這些地區佈置重兵防守，又有坦克及空軍數量上的優勢，但是在10月28日蘇軍在地峡的防線崩潰，克里米亞陷落。
雖然損失頗大，第11軍團仍然全軍追擊，曼施坦因報告共俘獲蘇軍大約100,000人及700門大炮，蘇聯官方公佈死傷大約共68,200人。11月1日德军步兵第30军占领辛菲罗波尔；4日步兵第42军占领费奥多西亚；16日步兵第42军占领刻赤，除塞瓦斯托波爾要塞外，整個克里米亞半島已在德軍手中。

### 首次進攻塞凡堡
1941年10月30日德军开始进攻塞瓦斯托波尔，守卫塞瓦斯托波尔的苏军部队有约12,000人，主要包括当地步兵团的兩个营、海军陆战队第2与3团，以及永备火力点的守备部队和一些炮兵分队，拥有火炮150门（岸炮34门）。
之前苏军从7月开始构筑塞瓦斯托波尔陆上防线，主要防线长达35公里，距离城市10公里－12公里，起源于巴拉克拉瓦以东海岸，上乔尔贡、下乔尔贡以西，经麦肯齐亚和卡梅什雷，至马马沙伊以南，防御纵深最初仅200公尺－300公尺，后达2公里－3公里。后方防线距离城市3公里－6公里，全長19公里，纵深300公尺－400公尺，随后进行的扩建使其总长达27公里，在这条防线上掘成31.5公里长、纵深2.8公里的防坦克壕沟。9月，开始在距离城市16公里－17公里处都主50公里长的前沿防御工事，由于时间紧迫，只在乔尔贡、切尔克兹－克尔缅、杜万科伊和阿兰奇建成4个独立防御据点。最终在各防线上修筑了75个炮兵火力点、1.7公里长的防坦克桩地带，232个机枪火力点、347个步兵掩体、60个土质掩蔽部、9个指挥观察站，埋设了各种地雷9,805枚。
塞瓦斯托波尔市区北靠细长的塞维纳亚湾南岸。塞维纳亚湾北岸和别别克峡谷之间是防御重点，配置了12个永久要塞群，德军称之为：
- “列宁”要塞群
- 「北堡垒”要塞群
- “莫洛托夫”要塞群
- “契卡”要塞群
- “柯别乌”要塞群
- “斯大林”联合要塞
- “西伯利亚”联合要塞
- “伏尔加”联合要塞
- “顿涅茨”联合要塞
- “乌拉尔”联合要塞
- “马克西姆－高尔基I号”联装炮塔要塞
- “巴格拉季昂I号”前进要塞
- “巴格拉季昂II号”要塞
- “库贝”要塞
- 「巴勒库勒瓦”要塞
- “马克西姆－高尔基II号”联装炮塔要塞

塞瓦斯托波尔防区分为：
- 东南防区由步兵383团防守
- 东部防区由步兵172师2个团防守
- 东北防区由敖德萨撤来的步兵第25夏伯阳师与海军陆战第7旅防守
- 北部防区由敖德萨撤来的步兵第95师和海军陆战队第8旅防守

根據1941年11月1日的蘇聯官方紀錄報告，當時在克里米亞的守軍包括獨立海岸防衛軍團的第25、第95及第172狙擊師、第7海軍步兵旅、第2、第40及第42騎兵師、3至4個炮兵團、1個戰鬥機飛行團及支援單位，第51軍團包括總部第9狙擊軍、第106、第276及第320狙擊師，3個炮兵團、獨立第120坦克營及8個飛行團，塞瓦斯托波爾總部直接指揮包括第156、第184、第271及第421狙擊師及第48騎兵師。
11月11日德军4个步兵师在坦克150辆、飞机300架掩护下向巴拉克拉瓦一线发动第一轮大规模进攻，进攻维持了大概10天，战果是杜万科伊楔入苏军防御纵深3公里－4公里。
11月12日德军數百架飞机空袭塞瓦斯托波尔港，炸沉巡洋舰“红色乌克兰”号和炸伤驱逐舰“完美”号与“无情”号。
蘇軍重新建立防禦工事後，曼施坦因放棄從南面進攻，將部隊調往北面，德軍又調動了他們最大型的火炮，口徑31.5吋的史威爾·古斯塔夫炮來準備另一次進攻，德軍首先進行為期5天的炮轟，據報其中一些炮彈含有毒氣，把蘇軍從洞穴及碉堡中趕出來，有少量資料支持這些指控證明德軍在戰事中曾使用化學武器。
由於德國空軍因為冬季惡劣天氣而不能飛行及蘇軍利用這段時期大舉增援，進攻日期被推遲。12月17日德军第11集团军得到了第24、73步兵师以及罗马尼亚第1、4山地步兵师的加强，有坦克150辆、飞机300架以及1,275門大炮及迫擊砲，发动了第二轮进攻。20日苏军在主要防御地区的步兵第25、95、388师均损失惨重被迫后撤。德軍在塞瓦斯托波爾灣附近突入蘇軍第40騎兵師的防線大約2公里并準備作最後推進時，蘇軍在新到達的第79獨立海軍步兵旅的幫助下大舉反攻，德軍被迫後退。大本营从新罗西斯克运来独立海军步兵第79旅的4,000人和从图阿普谢运来步兵第345师10,000多人。

### 蘇軍在刻赤半島登陸
1941年12月26日为支援被围困的塞瓦斯托波尔，苏军实施刻赤－费奥多西亚战役，在刻赤半岛登陆有41,930人，坦克43辆、火炮454门、汽车与牵引车348辆、马匹1,802匹、参战舰船259艘、飞机661架，在弗拉季斯拉沃夫卡地域空降。德军在刻赤半岛有第11集团军步兵第46师、1个罗马尼亚骑兵旅等，1月初增援了德军步兵第73师，总兵力约25,000人、装备坦克118辆、400架飞机的空中支援。到1942年1月2日苏军肃清了刻赤半岛德军，德军从塞瓦斯托波尔抽调步兵第132和170师增援。苏军减员41,935人，损失坦克35辆、火炮133门、飞机39架、轻武器11,200件。
軸心國唯一的預備隊是由陸軍少将漢斯·馮·斯波内克伯爵指揮的第46步兵師及一個羅馬尼亞山地旅，他擔心其師團會損失大量重型裝備，因而不進行反擊，而蘇軍則全線向巴爾巴赫地峽進攻，希望在德軍封鎖前突破防線，双方对此处进行反复争夺，直至1942年4月9日的史達林攻勢：苏军集中6個師及160輛坦克試圖攻退德軍，但該攻勢在兩天後歸於失敗。
到1942年1月4日所有軸心國部隊的推進已被蘇軍的反攻所阻止，很快蘇軍的冬季攻勢開始，導致德軍所稱為的「冬季危機」。

### 德軍反攻
1942年5月8日德國第11軍團發動代號為黑豹猎鸨行動的反攻，目的是消滅蘇軍在刻赤半島的兵力，同时恢復對塞瓦斯托波爾的攻勢。苏方守軍共有17個狙擊師及數個獨立團，德軍共有7個步兵師及1個裝甲師，其中33%是羅馬尼亞軍。德軍在北面發動佯攻，而第11軍團在南面突破防線，將紅軍趕往刻赤海峽，5月18日蘇軍投降，170,000人淪為戰俘，蘇聯公佈有140,000人撤退，其中一部份是老弱殘兵。克里沃舍夫表示蘇聯共損失176,566人與曼斯坦因佈告的俘獲170,000相差很少。

## 重新進攻塞凡堡

### 炮轟城市
擊潰了蘇軍對克里米亞的進攻後，德軍把注意力重新集中在塞凡堡。為幫助攻城，曼施坦因調動大批大型火炮，除一般标准装备的火炮外，超重型的600公釐口徑迫擊砲卡爾臼炮及800公釐口徑史威爾·古斯塔夫炮也被投入進攻，德軍將史威爾·古斯塔夫炮安裝在塔塔爾宮附近并動員數千人，该炮虽作用有限，但可擊穿位於地面下90尺深的地下軍火庫。
1942年5月21日德軍開始轟炸及炮轟城市，6月2日主要火力攻擊開始，德國空軍第4航空隊所有力量在空軍上將沃爾弗拉姆·馮·里希特霍芬的指揮下轟炸預定目標，轟炸及炮轟持續了5天，之後主要進攻展開，到1942年6月7日德軍進攻第2道防線。

### 進攻開始
曼施坦因計劃對塞凡堡發起最後進攻，代號為「鹰爪行動」。由於蘇軍錯誤地以塞瓦斯托波爾灣上的港口構成城市的物資供應生命線，而攻佔它們就可以切斷塞瓦斯托波爾同外界的連繫以瓦解防守，因此德軍不需要逐步推進。由於從北面向南進攻塞瓦斯托波爾灣可面對較輕的抵抗，曼施坦因集中其主力第54軍共5個師在這個方向，另一方面集中第30軍共3個師由東向西發動牽制性攻擊，以防蘇軍通過塞瓦斯托波爾灣向北翼輸送增援部隊，2個軍均有一些羅馬尼亞軍支援，這個計劃否定了蘇軍向城內大舉增援的可能性，由於夏季天氣良好，德國空軍可作大規模空中支援，而且蘇軍沒有發起類似1941年的大規模反攻，因此蘇軍貯藏了大量物資，所以攻佔塞瓦斯托波爾灣不能切斷城市的生命線。
塞凡堡的外圍防線於1942年6月16日被突破，第54軍包圍了北面海岸的大部份區域，由於包圍圈內的蘇軍頑強抵抗，第54軍的兩翼及背後受到牽制，而第30軍向西的推進則在蘇軍的壁壘4號防禦陣地前停止，防線起點大約是南部海灣頂端，這表示曼施坦因的計劃高估了塞凡堡灣上的港口對守軍的作用。6月28日晚上曼施坦因開始橫越海灣以突破防線，這個行動付出了很大代價，因德軍小艦隊需要在不合適的地方停泊，而德國空軍及炮兵面對縱深很大的蘇軍海岸防禦卻只能發揮少量作用。德軍進攻十分兇猛，但蘇軍仍堅守至日落，雖然如此曼施坦因仍繼續將後備兵力投入戰場。

### 突破防線

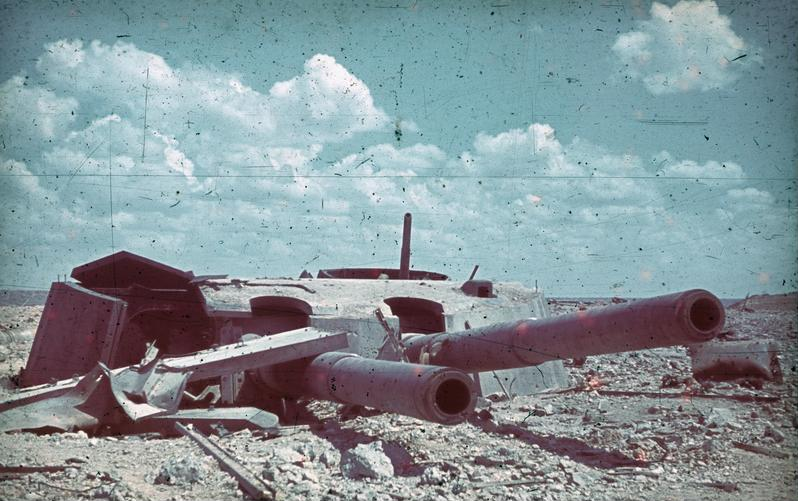
德軍擊毀了蘇聯海軍炮台

对德军来说，尽管损失惨重，但成功已經在望。在防禦陣地北端，第30軍得到第54軍一部的增援，因為曼施坦因決定在派出第54軍在由第30軍在佔據的南部海岸登陸以突破防線。在南端，德軍及羅馬尼亞軍正通過蘇軍防線。雖然在南北面同時遭遇突破，蘇軍仍可能嘗試封鎖防禦陣地，然而苏军卻选择了逃走，蘇聯方面司令彼得羅夫根據命令向西撤退到克森尼索，在此处有更多的補給供應他們。克森尼索是他心目中最後的防線，精疲力竭的德軍不能立即進攻，令蘇軍有時間重組，同時曼施坦因命令大規模炮轟市區以瓦解防守。

### 圍城的最後幾天

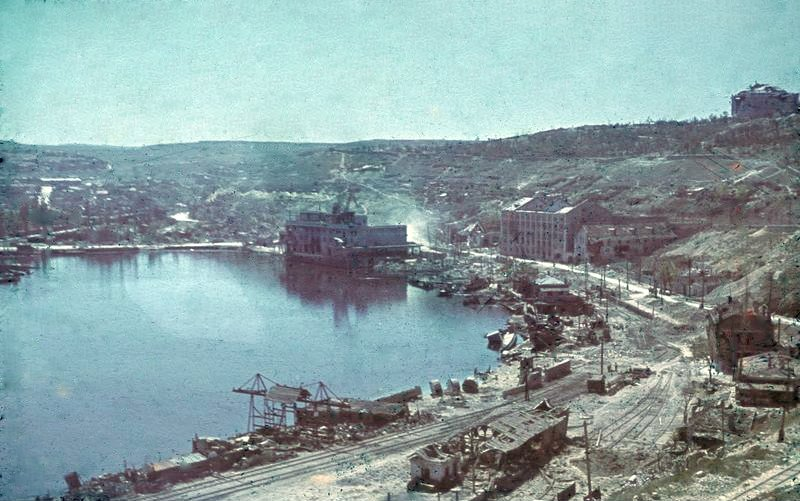
戰役結束後塞凡堡的照片（1942年7月）

當第11軍團封鎖市區時，史達林命令其指揮官、黨政官員搭乘潛艇撤退，奥克佳布里斯基及彼得羅夫在最後一刻才撤退，城市在蘇軍於1942年6月29日於因克爾曼防線上戰敗後陷落，蘇軍撤退時共損失了1艘輕型巡洋艦、4艘驅逐艦、4艘運輸艦及2艘潛艇，在艦上的士兵落入水中並遭到炮火攻擊；德軍共用了27天時間攻佔塞凡堡。7月4日克森尼索落入德軍手中，塞瓦斯托波爾正式陷落，希特勒在聽到這個消息後立即致電曼施坦因，稱讚他是「塞凡堡的征服者」，及即時通知晉升他為陸軍元帥，雖然塞凡堡已被攻佔，但蘇軍仍然佔據附近一帶直到7月9日。

### 總結

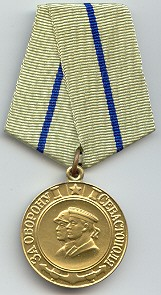
雖然塞凡堡陷落，但52,540名蘇聯士兵因英勇防衛城市而仍被頒授保衛塞瓦斯托波爾獎章

德軍公佈共俘獲超過90,000名蘇軍士兵，有更多蘇軍士兵陣亡，但這個數字应该是有所夸大，因为根據蘇聯官方資料顯示，在塞瓦斯托波爾防守的蘇軍共有106,000人，只有25,157名士兵撤出（大部份撤出的士兵是根據史達林的命令），在塞瓦斯托波尔整个战役过程中苏军总伤亡200,481人，其中不可恢复损失为156,880人。
曼施坦因的德軍共損失24,000人，數字看來很少，但这數字不包括羅馬尼亞的損失，羅馬尼亞軍在戰鬥中表現很好，為勝利作出了很大貢獻，這場勝利亦令曼施坦因被晉升為元帥。
雖然戰事以勝利結束，但時間比德國人所想像的長，而藍色行動南方集團軍對史達林格勒及高加索的進攻才剛剛開始，德軍的進攻沒有第11軍團的支援。

## 相關影視
- 女狙击手（塞瓦斯托波爾圍城戰/«Кукушка» (OST Битва за Севастополь)）

## 外部連結
- John Erickson, The Road to Stalingrad, first published 1975
- Battle of Sevastopol （页面存档备份，存于） （塞爾維亞文）
- Comparison between Sevastopol and Leningrad in Operation Barbarossa Revisited, Main Page
- YouTube上的Кукушка (OST Битва за Севастополь)